# ジョン・L・シング賞
ジョン・L・シング賞(John L. Synge Award)は、カナダ王立協会が数理科学のあらゆる分野に対する顕著な業績に対して与えられる賞である。1986年から、不定期に授与されている。アイルランド、カナダ、アメリカ合衆国に在住したアイルランド人数学者ジョン・L・シングを記念して創設された。

## 受賞者
出典: Royal Society of Canada
- 1987年 - ジェームズ・アーサー（FRSC）
- 1993年 - イスラエル・シーガル（FRSC）
- 1996年 - ジョエル・フェルドマン（FRSC）
- 1999年 - ジョージ・エリオット（FRSC）
- 2006年 - スティーブン・クック（FRSC）
- 2008年 - アンリ・ダルモン（FRSC）
- 2014年 - Bálint Virág
- 2018年 - Bojan Mohar (FRSC）
- 2020年 - Christian Genest (FRSC）
- 2021年 - Paul McNicholas
- 2022年 - Kevin Costello
- 2023年 - Anita Layton
- 2024年 - Jacob Tsimerman